# Иажур, Мухсин
Мухсин Иажур (родился 14 июня 1985 года) — марокканский футболист, нападающий, выступал за сборную Марокко.
В 2013 году Иажур стал первым африканским и марокканским футболистом, ставшим лучшим бомбардиром Клубного чемпионата мира и получившим бронзовый мяч турнира. «Раджа» дошла до финала первенства, где играла против чемпиона Европы, «Баварии». До этого только в 2010 году конголезский футболист Дьоко Калуйитука выиграл серебряный мяч.

## Клубная карьера
Иажур начал карьеру в 2003 году в клубе из родного города, «Раджа». В августе 2007 года, когда сезон в «Радже» закончился, Иажур решил переехать в Швейцарию без разрешения своего клуба. 28 октября 2007 года Иажур сыграл первый официальный матч за «Кьяссо». Он вернулся в родной клуб в 2012 году и по итогам сезона выиграл свой первый чемпионат Марокко по футболу с «Раджой». В 2013 году «Раджа» квалифицировался на чемпионат мира среди клубов как чемпион страны-хозяйки турнира. 11 декабря 2013 года Иажур забил гол в ворота «Окленд Сити», «Раджа» выиграла со счётом 2:1. Позже в четвертьфинале его команда победила «Монтеррей» со счётом 2:1 и прошла в полуфинал. 18 декабря в полуфинале он забил гол в историческом матче против «Атлетико Минейро», в котором африканская команда победила со счётом 3:1. Но в финале «Раджа» потерпела поражение от победителя Лиги чемпионов УЕФА, «Баварии», со счётом 2:0. Иажур стал одним из лучших бомбардиров клубного чемпионата мира 2013 года вместе с Дарио Конкой, Сесаром Дельгадо и Роналдиньо, кроме того, он получил бронзовый мяч турнира.
21 июля 2019 года Иажур перешёл в «Дамак», который только поднялся в высшую лигу Саудовской Аравии. В январе 2020 года Иажур вернулся в Марокко, став игроком «Ренессанс Беркан». 4 сентября 2023 года Иажур вернулся в «Атлетик Тетуан».

## Международная карьера
На чемпионате мира среди молодёжи 2005 Иажур сделал дубль в матче группового раунда против Гондураса, который был разгромлен со счётом 5:0; и забил в 1/8 финала на последних минутах единственный гол в матче с Японией. Однако в полуфинале Марокко потерпело поражение со счётом 3:0 от Нигерии. В матче за бронзу против Бразилии Марокко не сумел удержать победу, пропустив в концовке игры два гола в течение трёх минут.
В январе 2014 года тренер Хасан Бенабича пригласил Иажура в сборную Марокко на чемпионат африканских наций 2014. На групповом этапе он помог команде выиграть группу, забив в ворота Уганды (победа 3:1). В четвертьфинале Иажур снова забил, на этот раз Нигерии, но соперник перевёл игру в экстра-тайм, где выиграл со счётом 4:3.